# Кристофър Уайт
Кристофър Уайт e български певец с италиански корени.

## Биография
Кристофър е роден на 27 октомври 1998 г. в София. Още от 12-годишен започва да свири на барабани, но 4 години по-късно осъзнава, че това не е неговата страст, и започва да се занимава с пеене. Има реализирани 2 самостоятелни албума, като първата му песен е Lost You to the World, издадена на 28 юни 2016 г. Освен с музика Кристофър е активен в платформите YouTube и TikTok, където публикува музикално и друго съдържание или прави стриимове.

## Музикални проекти
След Lost You to the World изпълнителят издава първия си албум Autumn Weather. Съдържа 5 песни, от които: Autumn Weather, See the World, Lilac Sky, Haunting Smiles и One Night Love. Издаден е 2018 – две години, след като излиза първото му парче. Същата година издава още една песен, която е отделна от албума – Two Worlds, като към нея е създаден и официален музикален клип, който събира над 60 хил. гледания в YouTube.
Година по-късно пуска Lemon Girl, която се превръща в хит сред неговите фенове. Към нея отново е публикуван официален музикален клип, който получава огромна подкрепа с над 70 хил. показвания в същата платформа. Отново през 2019 г. издава втория си албум – Homesick, чието съдържание е отново от 5 песни: Onetwothree, Home, Freckles, You Own Me и Homesick.
По време на изолацията през 2020 г. Крис и екипът му създават две песни – Ocean Eyes и "Little Dreamer", от които Ocean Eyes получава най-много гледания в целия му канал до този момент – над 150 хил. Благодарение на нея много нови хора научават за него и му стават последователи.
През 2021 г. Крис се завръща с четвъртия си поред албум – Stuck. За разлика от останалите, този има 4 песни: City Walls, Stuck, Comfortable и Save me, като две от тях (City Walls и Stuck) са с издадени музикални клипове. Най-напред излиза клипът към Stuck на 12 март 2021 г., а почти година по-късно и музикалното видео на City Walls – 11 март 2022 г.
Последният му албум (un)Safe Space, издаден на 23 септември 2022 г., е първият, в който участва неговата група. Албумът се различава доста от останалите, като дори включва и нов стил. Песните по традиция са пет: Just Before July, Backseat, Does it Feel Right, 'Till We Broke Our Hearts и 1998. 
Освен музиката, Кристофър Уайт публикува и в YouTube на различна тематика и стриймва в платформата по точно определен график – цели 5 дни от седмицата (всички дни без сряда и неделя).